# AEG (broń)

Schemat działania gearboxa AEG

AEG (Automatic Electric Gun, także: Auto Electric Gun, Air Electric Gun, Airsoft Electric Gun) – jeden z wariantów airsoft gun (urządzenia pneumatycznego stanowiącego replikę broni strzeleckiej), wykorzystujący do sprężania powietrza silniczek elektryczny. Umożliwia to miotanie pocisków (plastikowych kulek) w sposób ciągły (jak w broni maszynowej). Urządzenie popularnie stosowane w rozgrywkach airsoft.

## Opis
AEG wyposażony jest w mechanizm nazywany gearboxem w którym silniczek elektryczny po naciśnięciu spustu poprzez przekładnię zębatą powoduje naciągnięcie sprężyny, a następnie jej zwolnienie (co inicjuje szybki ruch tłoka wdmuchującego za pośrednictwem dyszy powietrze do lufy i wystrzelenie pocisku (plastikowej kulki).
Do replik elektrycznych stosowane są cztery podstawowe rodzaje magazynków:
- realcapy (magazynki o pojemności identycznej do ilości pocisków w magazynku prawdziwej broni; z ang.: real capacity)
- lowcapy (magazynki o pojemności dochodzącej do kilkudziesięciu kulek; z ang.: low capacity)
- midcapy (magazynki o pojemności powyżej stu kulek; z ang.: middle capacity)
- hicapy zwane także „grzechotkami” (magazynki ze skomplikowanym mechanizmem podającym kulki napędzanym sprężyną nakręcaną przez użytkownika, zależnie od wielkości mogą mieścić od ok. 190 (krótki magazynek do replik serii M16 i M15, magazynek MP5) do nawet 600 (magazynek do AK) pocisków; z ang.: high capacity).
- boxy/bębenkowe (magazynki ze skomplikowanym mechanizmem podającym kulki napędzanym sprężyną nakręcaną przez elektryczny mechanizm, są 2 rodzaje mechanizmów jeden podaje kulki do repliki po naciśnięciu guzika natomiast drugi rodzaj jest uruchamiany poprzez dźwięk strzelającej repliki) Boxy z reguły maja bardzo dużą pojemność, najczęściej maja od 2000(magazynek do karabinka AK) kulek do 5000 kulek (magazynek do karabinu maszynowego M249 SAW). Stosowane są one między innymi do replik karabinów maszynowych aczkolwiek można je nabyć do większości innych replik (Seria AK, Seria G36, Seria M4, M16, M249, MP5, SR 25, G3, M60/MK43, karabin M14, Scorpion Vz61).

Nazwy tych typów pochodzą od low (medium, high) capacity - małej (średniej, dużej) pojemności, Real-Cap o pojemności rzeczywistej oraz Box - Pojemność pudełkowa.
Repliki elektryczne są w stanie wystrzelić w ciągu minuty kilkaset kulek na odległość rzędu 40-50 metrów (dla broni nietuningowanych).
Repliki elektryczne są - generalnie rzecz biorąc - najdroższe spośród replik airsoftowych, co wynika z ich stopnia złożoności i koniecznej precyzji wykonania poszczególnych mechanizmów. Produkowane są one przez wiele firm, między innymi: Tokyo Marui, I Chih Shivan, Classic Army, STTI, G&G, G&P, Umarex, JG, KWA, P&J, Cyma, ForceCore Industries, Dboys/boyi, ASG (Action Sport Games) oraz WELL i Walther.
AEGi wykonane są zazwyczaj (w przypadku droższych producentów) z dużą dbałością o szczegóły i zgodność z oryginałem. Niektórzy producenci wykonują obudowę (tzw. body) z tworzywa ABS, inni naśladując oryginał wykonują ją z metalu bądź kompozytu.